# Tre Valli Varesine 1960
La Tre Valli Varesine 1960, quarantesima edizione della corsa, valido come campionato nazionale in linea, si svolse il 25 settembre 1960 su un percorso di 276 km. La vittoria fu appannaggio dell'italiano Nino Defilippis, che completò il percorso in 7h08'42", precedendo i connazionali Rino Benedetti e Angelo Conterno.
Sul traguardo di Varese 47 ciclisti portarono a termine la competizione.  

## Ordine d'arrivo (Top 10)
| Pos. | Corridore           | Squadra | Tempo    |
| ---- | ------------------- | ------- | -------- |
| 1    | Nino Defilippis     | Carpano | 7h08'42" |
| 2    | Rino Benedetti      | Ghigi   | s.t.     |
| 3    | Angelo Conterno     | Carpano | s.t.     |
| 4    | Guido Carlesi       | Philco  | s.t.     |
| 5    | Diego Ronchini      | Bianchi | s.t.     |
| 6    | Imerio Massignan    | Legnano | s.t.     |
| 7    | Graziano Battistini | Legnano | s.t.     |
| 8    | Gastone Nencini     | Ignis   | s.t.     |
| 9    | Federico Galeaz     | Torpado | s.t.     |
| 10   | Alfredo Sabbadin    | Philco  | s.t.     |